# Loubet
Emerson Carlos Loubet (Bela Vista, 16 de agosto de 1989) é um cantor brasileiro de música sertaneja.

## Carreira
Emerson nasceu na cidade de Bela Vista, no interior do estado de Mato Grosso do Sul, e já teve seus primeiros contatos com a música durante a infância. Deu início à composições próprias no ano de 2005, aos dezesseis anos de idade, relacionadas à vida do campo e à fazenda na qual trabalhava. No ano seguinte, recebeu o primeiro violão como presente, e então, começou a apresentar-se em horas vagas em bares da sua cidade natal e arredores, ao mesmo período em que conciliava o tempo com a profissão de domador de cavalos e de vendedor.
A primeira composição de Loubet foi a canção "Abelhas", a qual foi gravada pela dupla Conrado & Aleksandro no ano de 2010. Com a intenção de ingressar em uma carreira solo, o cantor passou a residir em Campo Grande em junho de 2012, momento em que criou juntamente com o amigo e futuro empresário Badeco a empresa Abelhas Produções Artísticas. O primeiro show do artista foi relizado em Colorado, no Paraná, cidade distante aproximadamente 500 km de Campo Grande. No mesmo ano, iniciou as gravações de seu primeiro trabalho, o CD acústico homônimo, disponibilizado no ano de 2013.
No dia 6 de outubro de 2013, realizou na cidade de Campo Grande a gravação do DVD Ao Vivo em Campo Grande, com público aproximado de vinte mil pessoas. Deste trabalho, foram disponibilizados quatro "singles", com destaque para "Tá Rodada", com participação de Conrado & Aleksandro, e "Mil Anos", com a colaboração da cantora Laís. A aclamação do trabalho foi grande, fato com que fez que Loubet fosse convidado a participar de shows e festivais sertanejos ao redor do país.
Em 5 de maio de 2015, Loubet e seu empresário Badeco assinaram contrato com a FS Produções Artísticas, um casting de gestão de carreiras artísticas idealizado por Fernando & Sorocaba. Lançou o seu primeiro videoclipe oficial em agosto do mesmo ano, intitulado "Made in Roça", o qual recebeu mais de sessenta milhões de visualizações no YouTube. Gravou o seu segundo DVD em 24 de setembro de 2015 na cidade de Jaguariúna, em São Paulo, em um rancho de propriedade particular de Sorocaba. Além da canção "Made in Roça", o álbum traz o destaque para "Muié, Chapéu e Botina", que recebeu videoclipe no ano seguinte, e as participações de Thaeme & Thiago em "Já Se Foi Setembro" e de Fernando & Sorocaba em "Vira Lata". O trabalho foi lançado oficialmente sob o título Made in Roça em 9 de março em um evento da Terra Live Music Sertanejo.
Cerca de um ano e meio após o lançamento do DVD Made in Roça, Loubet disponibilizou o álbum digital gravado no estúdio de sua produtora, intitulado FS Studio Sessions, Vol. 01, o qual contou com quatorze canções inéditas. A canção de maior aclamação foi "Naturalmente", que posteriormente recebeu um videoclipe, com mais de cinco milhões de visualizações no YouTube.
Em abril de 2017, anunciou por meio de rede social a sua saída da FS Produções Artísticas e comunicou que sua carreira agora será administrada apenas pelo empresário Badeco. Neste mesmo período, lançou o EP Ensaio, contendo quatro canções inéditas. Em agosto, gravou novamente em Campo Grande seu novo DVD. Entre as parcerias presentes, estavam as duplas Bruninho & Davi, Jads & Jadson e Henrique & Diego. Em novembro, foi disponbilizada a primeira música inédita do novo trabalho, intitulada "Singular".

## Discografia
CDs
- Loubet (2013)
- Ao Vivo em Campo Grande (2014)
- Made in Roça (2015)
- FS Studio Sessions, Vol. 01 (2016)
- Singular - Ao Vivo em Campo Grande (2019)

DVDs
- Ao Vivo em Campo Grande (2014)
- Made in Roça (2015)
- FS Studio Sessions, Vol. 01 (2016)
- Singular - Ao Vivo em Campo Grande (2019)

EPs
- Ensaio (2017)

### Singles
| Ano  | Título                                      | Melhor posição | Álbum                       |
| Ano  | Título                                      | BRA            | Álbum                       |
| ---- | ------------------------------------------- | -------------- | --------------------------- |
| 2013 | "Tá Rodada" (part. Conrado e Aleksandro)    | 43             | Ao Vivo em Campo Grande     |
| 2013 | "Mil Anos" (part. Laís)                     | 37             | Ao Vivo em Campo Grande     |
| 2014 | "Alma Gêmea"                                | 88             | Ao Vivo em Campo Grande     |
| 2014 | "Pode Apostar"                              | 53             | Ao Vivo em Campo Grande     |
| 2015 | "Made in Roça"                              | 14             | Made in Roça                |
| 2016 | "Muié, Chapéu e Botina"                     | 12             | Made in Roça                |
| 2016 | "Naturalmente"                              | 14             | FS Studio Sessions, Vol. 01 |
| 2018 | "Muié Brava"                                | 43             | TBA                         |
| 2022 | "Batom Vermelho" (part. Guilherme & Benuto) | 61             | TBA                         |
| 2022 | "Barraqueira"                               | 62             | TBA                         |
| 2023 | "Pena que Trai"                             | 67             | TBA                         |